# Fjodor Wassiljewitsch Konstantinow
Fjodor Wassiljewitsch Konstantinow (russisch Фёдор Васильевич Константинов; * 8. Februarjul. / 21. Februar 1901greg. in Nowosjolki; † 8. Dezember 1991 in Moskau) war ein sowjetischer Philosoph. 

## Leben
Konstantinow wurde 1918 Mitglied der Kommunistischen Partei. 1932 wurde er am Institut der Roten Professur graduiert, und 1934 wurde er Professor. 1952 bis 1954 war er Chefredakteur des Magazins Fragen der Philosophie (Voprosy filosofii), 1958 bis 1962 der Zeitschrift Kommunist. Von 1956 bis 1961 war er Kandidat des Zentralkomitees der Kommunistischen Partei der Sowjetunion. 1953 wurde er korrespondierendes und 1964 Vollmitglied der Akademie der Wissenschaften der UdSSR. Von 1954 bis 1955 war er Rektor der Akademie für Gesellschaftswissenschaften beim ZK der KPdSU. Seit 1971 war er Präsident der Philosophischen Gesellschaft der UdSSR.

## Ehrungen (Auswahl)
- In den Jahren 1961, 1975 und 1981 wurde er insgesamt dreimal mit dem Leninorden ausgezeichnet.
- 1967 erhielt er den Orden des Roten Banners der Arbeit.
- 1971 erhielt er den Orden der Oktoberrevolution.
- 1986 erhielt er den Orden der Völkerfreundschaft.